# Crozzon di Brenta
Crozzon di Brenta – szczyt w Dolomitach Brenty, części Alp Wschodnich. Leży w północnych Włoszech w regionie Trydent-Górna Adyga. Szczyt ten jest potężną skalną formacją, której północne i północno-wschodnie zbocza opadają stromymi ścianami wysokimi na 900 m.
Pierwszego wejścia, 8 sierpnia 1884 r. dokonali Karl Schulz i Matteo Nicolussi.